# Maximilian Mauff

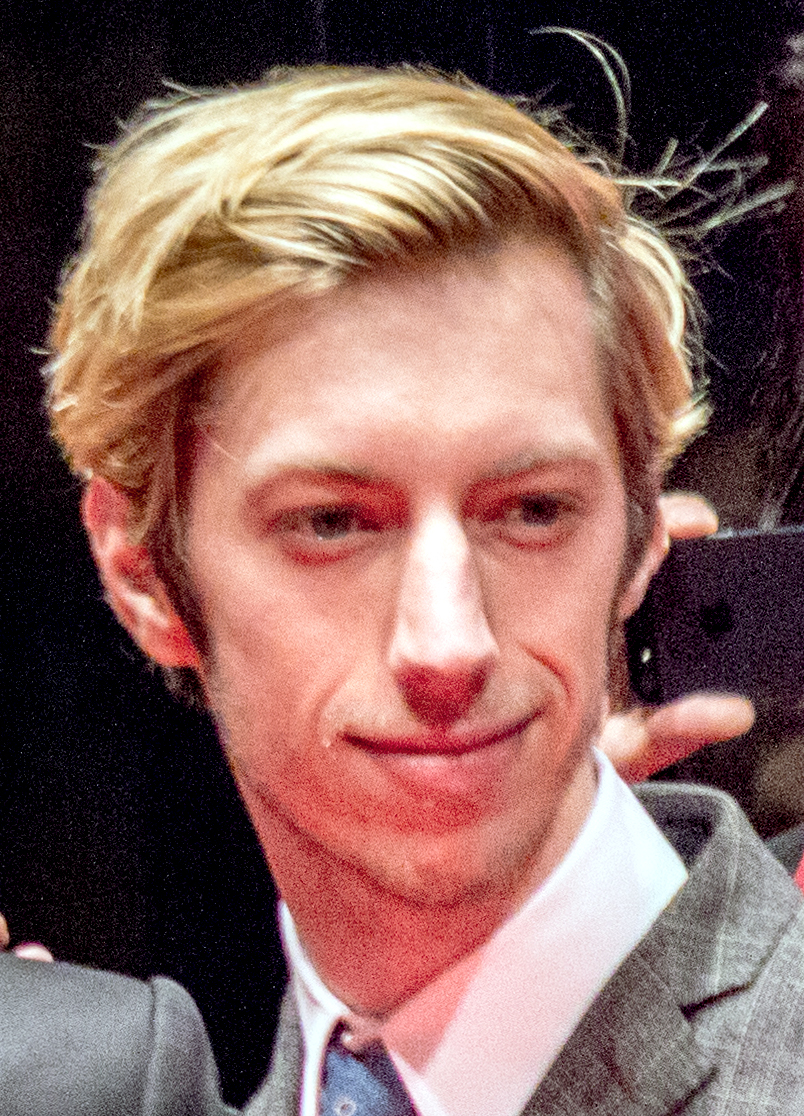
Maximilian Mauff bei der Berlinale 2015

Maximilian „Max“ Mauff (* 3. Juli 1987 in Berlin) ist ein deutscher Schauspieler und Hörspielsprecher.

## Leben und Wirken
Maximilian Mauff spielte bereits als Kind in Berliner Theatergruppen sowie in Kurzfilmen der damaligen Regiestudentin Aelrun Goette. Mit 14 wurde er in eine Schauspielagentur aufgenommen und erhielt seine erste Rolle in einem Kinofilm, die Hauptrolle des jugendlichen Tristan in Kai Wessels Das Jahr der ersten Küsse. Mit 17 machte er seinen Realschulabschluss, seitdem trat er in zahlreichen Produktionen in Kino und Fernsehen auf. 2008 erschien der Film Absurdistan mit Mauff in der Hauptrolle, der unter anderem beim Sundance Film Festival lief. Für In der Überzahl erhielt er 2013 den Darstellerpreis beim Filmfestival Max Ophüls Preis. Für die Hauptrolle in dem Film Patong Girl wurde Mauff 2016 mit dem Grimme-Preis ausgezeichnet.

## Filmografie (Auswahl)
- 1995: Besame Mucho (Kurzfilm); Regie: Aelrun Goette
- 1999: Zug der Wünsche (Kurzfilm Hff); Aelrun Goette
- 2002: Das Jahr der ersten Küsse; Regie: Kai Wessel
- 2002: Quits, (Kurzfilm); Regie Christoph Heckenbücker
- 2004: Erbsen auf halb 6; Regie: Lars Büchel
- 2005: Weltverbesserungsmaßnahmen; Regie: Jörn Hintzer, Jakob Hüfner
- 2005: Kombat Sechzehn; Regie: Mirko Borscht
- 2006: Brennendes Herz; Regie: Manfred Stelzer
- 2006: Tatort – Pauline; Regie: Nikolaus Stein von Kamienski
- 2006: Großstadtrevier – Fundsachen; Regie: Felix Herzogenrath
- 2006: Verschleppt – Kein Weg zurück; Regie: Hansjörg Thurn
- 2007: Tatort – Sterben für die Erben; Regie: Lars Montag
- 2007: Tatort – Ruhe sanft; Regie: Manfred Stelzer
- 2007: Tatort – Kleine Herzen; Regie: Filippos Tsitos
- 2007: Die Todesautomatik; Regie: Nikolaus Stein von Kamienski
- 2007: Der Kriminalist – Dunkles Geheimnis; Regie: Thomas Jahn
- 2007: R. I. S. – Die Sprache der Toten – Tödliche Grüße; Regie: Florian Schwarz
- 2007: Ab morgen glücklich (Kurzfilm); Regie: Bastian Terhorst
- 2008: Absurdistan; Regie: Veit Helmer
- 2008: Die Welle; Regie: Dennis Gansel
- 2008: Der Vorleser; Regie: Stephen Daldry
- 2008: Das Schuhwerk von Soldaten (Kurzfilm), Regie: Dustin Loose
- 2008: Berlin Calling; Buch & Regie: Hannes Stöhr
- 2009: Männerherzen; Regie: Simon Verhoeven
- 2009: Polizeiruf 110 – Schweineleben; Regie: Eoin Moore
- 2009: Personenschaden; Regie: Dustin Loose
- 2009: Locked (Fleischmeister – Geschnitten oder am Stück); Regie: Oleg Assadulin
- 2009: Mensch Kotschie; Regie: Norbert Baumgarten
- 2009: KRACHT; Regie: Thorsten Wenning
- 2010: SOKO Stuttgart – Entmündigt; Regie: Daniel Helfer
- 2010: Geburtstagskind (Kurzfilm); Regie: Andrej Gontcharov
- 2010: Eine königliche Affäre – Das riskante Leben des Leibarztes Johann Friedrich Struensee; Regie: Wilfried Hauke
- 2010: SOKO Köln – Mitten ins Herz; Regie: Richard Huber
- 2011: Der Brand; Regie: Brigitte Maria Bertele
- 2011: Polizeiruf 110 – Die Gurkenkönigin; Regie: Ed Herzog
- 2011: Ende der Schonzeit; Regie: Franziska Schlotterer
- 2011: Stromberg – 5. Staffel, sechs Episoden als Jonas Fischer; Regie: Arne Feldhusen
- 2011: Küstenwache – Wetterbericht; Regie: Raoul W. Heimrich
- 2012: Diaz – Don’t Clean Up This Blood; Regie: Daniele Vicari
- 2012: SOKO Wismar –  Kalte Pizza; Regie: Oren Schmuckler
- 2012: Kann ja noch kommen (Kurzfilm); Regie: Philipp Döring
- 2013: In der Überzahl; Regie: Carsten Ludwig
- 2013: Hannas Reise; Regie: Julia von Heinz
- 2014: Patong Girl; Regie: Susanna Salonen
- 2014: Stromberg – Der Film; Regie: Arne Feldhusen
- 2014: Dina Foxx – Tödlicher Kontakt; Regie: Max Zeitler
- 2015: Victoria; Regie: Sebastian Schipper
- 2015–2018: Sense8; Regie: Wachowskis, Tom Tykwer
- 2015: Weinberg; Regie: Till Franzen, Jan Martin Scharf
- 2015: Bridge of Spies – Der Unterhändler (Bridge of Spies); Regie: Steven Spielberg
- 2015: Homeland (Fernsehserie, Episode 5x03)
- 2016: Wir sind die Flut; Regie: Sebastian Hilger
- 2016: Strawberry Bubblegums; Regie: Benjamin Teske
- 2017: Willkommen bei den Honeckers; Regie: Philipp Leinemann
- 2017: Die Unsichtbaren – Wir wollen leben; Regie: Claus Räfle
- 2018: Safari – Match Me If You Can; Regie: Rudi Gaul
- 2019: Cleo; Regie: Erik Schmitt
- 2019: Tatort: Das Monster von Kassel
- 2019: Ein verborgenes Leben (A Hidden Life)
- 2020: MaPa (Fernsehserie)
- 2020: Babylon Berlin (Fernsehserie)
- 2021: Matrix Resurrections (The Matrix Resurrections)
- 2024: Tatort: Unter Feuer (Fernsehreihe)
- 2024: Kafka (Fernsehsechsteiler)

## Hörspiele
- 2002: Readings – Neues aus dem Giftschrank – Zehn kleine Lügen
- 2010: Krabat (WDR-Hörspiel), Regie: Angeli Backhausen
- 2010: Kurz vor Sonnenaufgang – Horrortrip durch Geisterstadt (WDR-Hörspiel), Regie: Petra Feldhoff[4]
- 2010: Tod im Namen Gottes (WDR-Hörspiel), Regie: Petra Feldhoff
- 2011: Angerichtet (WDR-Hörspiel), Regie: Angeli Backhausen
- 2012: Die Verbotene Welt (SR-Hörspiel), Regie: Steffen Moratz
- 2012: Frontfoto – Dem Doppelleben des Chefs auf der Spur (WDR-Hörspiel), Regie: Anja Herrenbrück[5]
- 2012: Fast genial (WDR-Hörspiel), Regie: Anja Herrenbrück
- 2013: Wellenreiter (WDR-Hörspiel), Regie: Tim Staffel
- 2014: Tote Mädchen (NDR-Hörspiel), nach einem Roman von Richard Calder, Regie: Martin Heindel
- 2015: Ismael (SWR-Hörspiel) nach einem Roman von Michael Gerard Bauer, Regie: Nicole Paulsen
- 2018: Der dunkle Wald (4-teiliges WDR-Hörspiel nach dem Roman von Liu Cixin), Regie: Martin Zylka[6]
- 2020: Der zweite Schlaf (als Christopher Fairfax) (12-teiliges Hörspiel nach dem Roman von Robert Harris), Regie: Leonhard Koppelmann, produziert von: HR und Der Hörverlag

## Theater
- 1998: Jonas, das kleine Segelschiff, Regie: Holm Gärtner

## Auszeichnungen
- 2009: Film-Festival Zimbabwe: Bester Hauptdarsteller für die Rolle des Temelko in Absurdistan
- 2011: Filmfestival Boulogne-Billancourt (Paris): Bester Hauptdarsteller für Absurdistan
- 2011: Ohrkanus Nachwuchspreis:  Bester Sprecher als Krabat im gleichnamigen Hörspiel[7]
- 2013: Filmfestival Max Ophüls Preis: Bester Nachwuchsdarsteller für In der Überzahl[8]
- 2016: Grimme-Preis für Patong Girl